# Cloosterkamp
Cloosterkamp is een woonwijk in het oosten van het Friese IJlst. De wijk is gebouwd in het begin van de Jaren negentig en ligt ten zuiden van de Sudergoweg die in 1968 is aangelegd om een betere ontsluiting van IJlst te realiseren. 
Cloosterkamp is een nieuwbouwwijk die bijna helemaal uit vrijstaande huizen bestaat en de Openbare Bibliotheek van IJlst stond in deze wijk, in dat gebouw zat ook de peuterspeelzaal nadat de voormalige basisschool die in het gebouw zat werd gesloten. Verder is er een jeugdhonk, een ijsbaan en Fierljepschansen.